# Box TV
Box TV е българска музикална телевизия, която излъчва българска естрада, поп, рок, R&B, денс и съвременни хитове. Каналът стартира на 15 ноември 2010 г. На 2 юни 2012 г. телевизията стартира първото си предаване – StarBox. Първоначално негов водещ е певицата Вяра Атова (AV), а впоследствие я замества участникът от X Factor Джейсън Брад Луис. През 2012 година Box TV променя логото и графичната си опаковка и започва излъчване в HD формат.